# Сариска (национальный парк)
Сариска (англ. Sariska National Park, хинди सरिस्का राष्ट्रीय उद्यान) — национальный парк в Индии. Расположен в округе Алвар штата Раджастхан, в 107 км от Джайпура и в 200 км от Дели. Площадь составляет 492 км², буферная зона — 866 км². В 1958 году на данной территории был создан заповедник, в 1979 году получил статус тигриного заповедника, а в 1982 году — статус национального парка. На территории парка находятся развалины форта Канквари и несколько храмов.
Растительность представлена засушливыми лиственными лесами, сухими кустарниками и травянистыми равнинами, часть площади занимают каменистые территории. В северо-восточном углу парка находится довольно крупное озеро Силисерх.
Млекопитающие включают такие виды как: бенгальская кошка, камышовый кот, леопард, каракал, полосатая гиена, обыкновенный шакал, аксис, индийский замбар, нильгау, четырёхрогая антилопа, гульман, макак-резус. В последние годы до 2005 года в парке отмечалась небольшая популяция тигров численностью около 15 особей, однако исследования 2005 года показали, что тигров в Сариска, скорее всего, не осталось вообще. Основной причиной исчезновения тигров считается браконьерство.